# Dear John (film)
 For alternative betydninger, se Dear John. (Se også artikler, som begynder med Dear John)
Dear John er en amerikansk romantisk dramakrigsfilm fra 2010, instrueret af Lasse Hallström og baseret på romanen af samme navn, skrevet af forfatteren Nicholas Sparks. Hovedrollerne spilles af Channing Tatum og Amanda Seyfried. Denne dramatiske hjertevarme film var den første af Sparks' bøger, der ikke blev distribueret af Warner Bros.. 

Filmen handler om John Tyree (Channing Tatum), en ung soldat, og Savannah Curtis (Amanda Seyfried), en ung studerende, som bliver hovedkuls forelsket i hinanden. Da John sendes i krig, kan deres kontakt dog udelukkende opretholdes via brevudveksling. Filmen følger parrets turmulte tilværelse fra første møde og syv år ind i fremtiden og viser de skæbnesvangre konsekvenser deres breve medfører.
Trods kritiske og negative anmeldelser, gav filmen godt i billetindtægter og skubbede Avatar fra første pladsen, hvor den havde ligget i syv uger og Dear John indtjente 582 mio. verden over.

## Plot
Filmen starter med, at man ser en såret krigssergent, John Tyree (Channing Tatum), fra USA's Special Army Forces, ligge på jorden i en krigszone. I en voiceover, fortæller han om et besøg til en møntfabrik han engang besøgte. Han sammenligner sig selv med en mønt, en mønt i den amerikanske hær og inden alt bliver sort for ham, tænker han på "dig".
I 2001, da John er på orlov, møder han Savannah Curtis (Amanda Seyfried), en universitetsstuderende der har forårsferie. I løbet af to uger, forelsker Savannah og John sig i hinanden. John møder Savannahs familie, hendes nabo, Tim Wheddon (Henry Thomas) og Tims søn, Alan (Luke Benward), som er autist.
Savannah møder Johns far (Richard Jenkins), en tilbagetrukket man, som kun interesserer sig for mønter (især hybrider). John fortæller Savannah om hvordan farens besættelse af mønter, har påvirket deres forhold til hinanden og at de derfor ikke er ret tætte. Savannah nævner senere for John, at hans far, ligesom Alan, måske er autistisk. Dette gør John sur og han kommer som følge af vreden op at slås med Savannahs ven, Randy (Scott Porter) og, ved et uheld, også slår Tim. John undskylder senere til Tim, hvor han samtidig efterlader Savannah en besked og parret tilbringer efterfølgende deres sidste dag sammen. Da Savannahs ferie slutter og John skal tilbage til hæren begynder de at have et langdistanceforhold, som de opretholder gennem brevudveksling. Selvom John havde planlagt at forlade hæren et halvt år efter hans afsked med Savannah, skifter han mening da terrorangrebet den 11. september 2001 sker og han vælger at forlænge sin tjenesteperiode.
Gennem de næste to år, kommunikerer John og Savannah gennem breve. Til sidst sender Savannah John et brev, hvor hun skriver, at hun er blevet forlovet med en anden. John bliver selvfølgelig ked af det og brænder hendes breve.
John er så uheldig senere at blive skudt ved en patrujlering i en landsby og selvom han bliver opmuntret til at tage hjem, forlænger han endnu en gang sin tjenesteperiode. John gør militæret til sin levevej, men får på et tidspunkt beskeden om, at hans far har haft et alvorligt slagtilfælde. 

John føler sig nu tynget og skyldig over ikke at have været der for at hjælpe faren og man får at vide, at den voice-over, der blev sagt i starten af filmen, egentlig er et brev fra John til faren. At den sidste person John tænkte på inden alt blev sort for ham, var sin far. Kort tid efter dør faren.
Efter farens begravelse besøger John Savannah. Han finder ud af at hun er blevet gift med Tim og at Tim har fået lymfekræft. Savannah fortæller at Tim er indlagt på hospitalet og har brug for en ny eksperimenterende medicin, som de ikke har råd til at købe. John besøger Tim på hospitalet, hvor Tim undskylder overfor John at han har giftet sig med Savannah, men også siger, at han nu ved, at Alan altid vil være i gode hænder. Tim fortæller også, at Savannah stadig elsker John. John og Savannah spiser middag sammen om aftenen, hvor Savannah fortæller om den svære tid uden John og derefter hvorfor hun giftede sig med Tim. Aftenen ender med, at de skiltes som venner.
John sælger sin fars møntsamling, men gemmer den første hybrid, der startede hele samlingen.Senere, ude på en patrujle med hæren, modtager John et brev fra Savannah, hvor hun fortæller, at de har modtaget en anonym donation, så de fik råd til at købe Tims medicin, hvilket gav Tim mulighed for komme hjem og sige farvel til familie og venner, inden han døde.
I filmens sidste scene ses John komme gående ned af en gade og stopper foran en café, for at stille sin cykel. Gennem vinduet til caféen får han øje på Savannah. Savannah går ud af caféen og de omfavner hinanden.

### Slutning
Filmens slutning afviger fra bogens. I bogen, kommer Tim sig over sygdommen og John er, efter flere år i krig, vendt hjem på orlov. John tager en aften ud til Savannahs gård og stiller sig, skjult af månen, der langsomt bryder frem på himlen, på toppen af en mindre bakke. Efter at have ventet nogle timer, skuffet over ikke at have set Savannah, er John på vej hjem igen. Men så åbnes døren og en skikkelse viser sig. Skikkelsen forlader huset, samtidig med at månen bliver tydelig på himlen. John kan nu genkende Savannah og indser, at hun er kommet ud for at se på månen og genkalde sig minderne med John. John ser også op mod månen og siger: "I et kort sekund føltes det næsten, som om vi var sammen igen".

## Medvirkende
- Amanda Seyfried som Savannah Lynn Curtis
- Channing Tatum som John Tyree
- Henry Thomas som Tim Wheddon
- Scott Porter som Randy
- Richard Jenkins som Mr. Tyree (Johns far)
- Leslea Fisher som Susan
- Mary Rachel Dudley som Mrs. Curtis
- Bryce Hayes som Jerry
- Gavin McCulley som Starks

## Soundtrack
1. Joshua Radin og Schuyler Fisk – "Paperweight"
2. The Swell Season – "The Moon"
3. 311 – "Amber"
4. The Donkeys – "Excelsior Lady"
5. Wailing Souls – "Things & Time"
6. Amanda Seyfried og Marshall Altman – "Little House"
7. Fink – "This Is the Thing"
8. Rosi Golan – "Think of Me"
9. Rachel Yamagata og Dan Wilson – "You Take My Troubles Away"
10. Deborah Lurie – Dear John Theme
11. Snow Patrol ft. Martha Wainwright – "Set the Fire to the Third Bar" (Bonus Track)

Andre sange fra filmen, der ikke er med på CD-soundtracket
- Ryan Adams – "Answering Bell"
- Amanda Seyfried – "Little House" (Acoustic)
- Ozomatli – "Saturday Night"
- Brian Tichy – "Dead in Your Tracks"
- Gaye Tolan Hatfield – "Let Her Gift Be Me"
- Brad Hatfield – "Ballroom Ballad"
- The Donkeys – "Excelsior Lady"
- mito

## Music
Underlægningsmusikken til Dear John blev komponeret af Deborah Lurie, som optog musikken sammen med Hollywood Studio Symphony i Warner Brothers Eastwood Scoring Stage . Et soundtrack med sange fra filmen blev udgivet 2. februar, 2010 fra Relativity Media Group og et underlægningsmusikalbum blev udgivet digitalt samme dag.

## Awards og nomineringer
Skabelon:Prose
| År   | Award                  | Kategori             | Filme     | Resultat  |
| ---- | ---------------------- | -------------------- | --------- | --------- |
| 2011 | People's Choice Awards | Favorite Drama Movie | Dear John | Nomineret |

Seyfried og Tatum modtog også Teen Choice Award- og MTV Movie Award-nomineringer for deres optrædener.

## Modtagelse

### Kritisk respons
Filmen modtog generelt blandede negative anmeldelser fra anmelderne. Websiden Rotten Tomatoes, der samler anmeldelser, har rapporteret, at 28% ud af 95 kritikere har givet filmen positive anmeldelser, med et gennemsnit på 4.3 ud af 10 point . Sammen med Rotten Tomatoes' "Top Critics", som indeholder populære og bemærkelsesværdige anmeldelser fra top-aviser, websider, tv- og radioprogrammer, modtager filmen 20% gode meldinger ud af 25 anmeldelser. Sidens konsensus er at "Bygget fra de samme ingredienser, som de andre Nicholas Sparks-tårevædere, lider Dear John under de samme klichérede rammer, samtidig med Lasse Hallstroms underlige uengagerede instruktion." .
Metacritic, som indikere den gennemsnitlige score ud af 1–100 anmeldelser fra filmkritikere, havde filmen en score på 43% baseret på 33 anmeldelser .

### Billetindtægter
Dear John debuterede som den første film med 158,3 mio. i billetindtægter den første weekend den kørte i biograferne , og skubbede derved Avatar væk efter syv uger på førstepladsen. Filmen fik den andenhøjste debut for filmpremiere i en Super Bowl-weekend, kun besejret af Hannah Montana & Miley Cyrus: Best of Both Worlds Concert i 2008 
Det var den bedste debut for en film baseret på en af Nicholas Sparks' bøger . I 2011 indtjente den 597 mio. kr. i indtægter.